# Großer Preis von Deutschland 2004
Der Große Preis von Deutschland 2004 (offiziell Formula 1 Grosser Mobil 1 Preis von Deutschland 2004) fand am 25. Juni auf dem Hockenheimring in Hockenheim statt und war das zwölfte Rennen der Formel-1-Weltmeisterschaft 2004.

## Berichte

### Hintergründe
Nach dem Großen Preis von Großbritannien führte Michael Schumacher in der Fahrerwertung mit 26 Punkten vor Rubens Barrichello und mit 47 Punkten vor Jenson Button. In der Konstrukteurswertung führte Ferrari mit 95 Punkten vor Renault und mit 107 Punkten vor BAR-Honda.
Vor dem Rennwochenende gab es einen Fahrerwechsel: Marc Gené wurde bei Williams durch Antonio Pizzonia ersetzt. Pizzonia kehrte in die Formel 1 zurück, nachdem er ein Jahr zuvor von Jaguar entlassen worden war.
Dies war der letzte Grand Prix für den brasilianischen Fahrer Cristiano da Matta und das letzte Mal, dass Williams den „Walross“-Frontflügel verwendete.
Mit Michael Schumacher (zweimal), Juan Pablo Montoya und Barrichello (jeweils einmal) traten drei ehemalige Sieger zu diesem Grand Prix an.

### Training
Die letzten sechs Teams der Konstrukteursmeisterschaft 2003 waren berechtigt, am Freitag im Training ein drittes Auto einzusetzen. Diese Fahrer fuhren am Freitag, traten aber weder im Qualifying noch im Rennen an. Anthony Davidson (BAR-Honda), Björn Wirdheim (Jaguar-Cosworth), Ricardo Zonta (Toyota), Timo Glock (Jordan-Cosworth) und Bas Leinders (Minardi-Cosworth) nahmen in dieser Funktion an den Freitagstrainings teil.
Am Freitag war Michael Schumacher mit einer Zeit von 1:15,001 Minuten der Schnellste vor Kimi Räikkönen und Montoya.
Am Samstag fuhr dann Button mit 1:13,676 Minuten die schnellste Zeit vor Montoya und David Coulthard.

### Qualifying
Im ersten Qualifying, in dem die Startpositionen für das zweite Qualifying ermittelt wurden, erzielte Montoya die schnellste Zeit.
Im Qualifying war dann Michael Schumacher der Schnellste und sicherte sich mit 1:13,306 Minuten die Pole-Position. Zweiter wurde Montoya vor Button.

### Rennen
Michael Schumacher erwischte einen guten Start und behielt die Führung. Noch besser war der Start von Fernando Alonso, der vom fünften auf den zweiten Platz vorrückte, während Montoya aufgrund eines Problems mit der Kupplung auf den siebten Platz abrutschte. Räikkönen behielt den dritten Platz, während Barrichello weiter hinten mit Coulthard kollidierte. Aufgrund der Berührung verlor das Auto des Brasilianers seinen Frontflügel, was Barrichello zwang, an der Box anzuhalten, um die Nase zu wechseln.
In der zweiten Runde griff Räikkönen Alonso entschieden an, überholte ihn und rückte auf die zweite Position vor. Zwei Runden später überholte Montoya Mark Webber und belegte den sechsten Platz; Teamkollege Pizzonia versuchte ihn nachzuahmen, doch seine Versuche wurden von seinem Rivalen abgeblockt. Der erste Pilot, der tankte, war Alonso in der 9. Runde. Eine Runde später machten Michael Schumacher, Jarno Trulli, Coulthard und Takuma Satō ihre ersten Boxenstopps. Räikkönen gab derweil alles, um die schnellste Runde des Rennens zu fahren. Eine Runde später tankte auch der Finne nach und kam als Dritter auf die Strecke zurück, hinter Button (der einzige Fahrer, der noch nicht getankt hatte) und Michael Schumacher, vor dem er jedoch nur eine Sekunde zurückblieb.
In Runde dreizehn gab jedoch plötzlich der Heckflügel an Räikkönens Auto nach: Der Finne prallte heftig in die Leitplanken, ohne sich dabei zu verletzen. Button tankte in Runde vierzehn nach und übergab die Führung an Michael Schumacher. Hinter dem Ferrari-Fahrer kämpften Alonso, Coulthard, Montoya, Button und Trulli mit Webber und Satō um den sechsten Platz. Während der 21. Runde kam Montoya von der Strecke ab: Der Kolumbianer schaffte es, wieder auf die Strecke zu kommen, verlor aber den vierten Platz an Button. Unterdessen ging das Duell um den sechsten Platz weiter: Webber wurde von Satō überholt, der in Runde 26 auch Trulli angriff. Beim Versuch, dem Angriff der Japaner zu widerstehen, beging der Renault-Fahrer einen Fehler und ließ auch Webber passieren. Der zweite Satz Boxenstopps wurde eine Runde später von Coulthard eröffnet. Wie beim ersten Mal war Button der letzte Fahrer, der tankte. Anschließend lieferte sich der BAR-Fahrer ein intensives Duell mit Alonso, das jedoch ergebnislos endete. So kamen es zur dritten und letzten Boxenstopp-Serie, bei der es zu keinen Positionsänderungen kam. Das Duell um den zweiten Platz ging dann auf der Strecke weiter und in Runde 52 setzte sich Button schließlich gegen seinen Alonso durch und sicherte sich den zweiten Platz, nachdem er von der dreizehnten Position gestartet war. Alonso hingegen musste sich vor Coulthard hüten, zu einer ernsthaften Attacke des Schotten kam es allerdings nicht. Michael Schumacher führte das Rennen weiterhin unbeeinträchtigt an und gewann zum elften Mal in zwölf Grands Prix der Saison. Er stellte damit seinen Rekord aus dem Jahr 2002 ein. Zweiter wurde Button, dem Alonso, Coulthard, Montoya, Webber, Pizzonia und Satō folgten. Für Barrichello, der sich nach dem Startunfall nicht effektiv erholen konnte, kam es noch schlimmer: Der Brasilianer, der bis auf den neunten Platz vorgerückt war, verlor in der letzten Runde drei Positionen, als ein Reifen an seinem Ferrari platzte.
Sowohl in der Fahrer- als auch in der Konstrukteurswertung blieben die ersten drei Plätze unverändert.

## Meldeliste
| Team                       | Nr. | Fahrer               | Chassis        | Motor                 | Reifen |
| -------------------------- | --- | -------------------- | -------------- | --------------------- | ------ |
| Scuderia Ferrari Marlboro  | 01  | Michael Schumacher   | Ferrari F2004  | Ferrari 3.0 V10       | B      |
| Scuderia Ferrari Marlboro  | 02  | Rubens Barrichello   | Ferrari F2004  | Ferrari 3.0 V10       | B      |
| BMW.WilliamsF1 Team        | 03  | Juan Pablo Montoya   | Williams FW26  | BMW 3.0 V10           | M      |
| BMW.WilliamsF1 Team        | 04  | Antonio Pizzonia     | Williams FW26  | BMW 3.0 V10           | M      |
| West McLaren Mercedes      | 05  | David Coulthard      | McLaren MP4-19 | Mercedes-Benz 3.0 V10 | M      |
| West McLaren Mercedes      | 06  | Kimi Räikkönen       | McLaren MP4-19 | Mercedes-Benz 3.0 V10 | M      |
| Mild Seven Renault F1 Team | 07  | Jarno Trulli         | Renault R24    | Renault 3.0 V10       | M      |
| Mild Seven Renault F1 Team | 08  | Fernando Alonso      | Renault R24    | Renault 3.0 V10       | M      |
| Lucky Strike BAR Honda     | 09  | Jenson Button        | BAR 006        | Honda 3.0 V10         | M      |
| Lucky Strike BAR Honda     | 10  | Takuma Satō          | BAR 006        | Honda 3.0 V10         | M      |
| Lucky Strike BAR Honda     | 35  | Anthony Davidson     | BAR 006        | Honda 3.0 V10         | M      |
| Sauber Petronas            | 11  | Giancarlo Fisichella | Sauber C23     | Petronas 3.0 V10      | B      |
| Sauber Petronas            | 12  | Felipe Massa         | Sauber C23     | Petronas 3.0 V10      | B      |
| Jaguar Racing              | 14  | Mark Webber          | Jaguar R5      | Cosworth 3.0 V10      | M      |
| Jaguar Racing              | 15  | Christian Klien      | Jaguar R5      | Cosworth 3.0 V10      | M      |
| Jaguar Racing              | 37  | Björn Wirdheim       | Jaguar R5      | Cosworth 3.0 V10      | M      |
| Panasonic Toyota Racing    | 16  | Cristiano da Matta   | ToyotaTF104    | Toyota 3.0 V10        | M      |
| Panasonic Toyota Racing    | 17  | Olivier Panis        | ToyotaTF104    | Toyota 3.0 V10        | M      |
| Panasonic Toyota Racing    | 38  | Ricardo Zonta        | ToyotaTF104    | Toyota 3.0 V10        | M      |
| Jordan-Ford                | 18  | Nick Heidfeld        | Jordan EJ14    | Ford 3.0 V10          | B      |
| Jordan-Ford                | 19  | Giorgio Pantano      | Jordan EJ14    | Ford 3.0 V10          | B      |
| Jordan-Ford                | 39  | Timo Glock           | Jordan EJ14    | Ford 3.0 V10          | B      |
| Minardi F1 Team            | 20  | Gianmaria Bruni      | Minardi PS04B  | Cosworth 3.0 V10      | B      |
| Minardi F1 Team            | 21  | Zsolt Baumgartner    | Minardi PS04B  | Cosworth 3.0 V10      | B      |
| Minardi F1 Team            | 40  | Bas Leinders         | Minardi PS04B  | Cosworth 3.0 V10      | B      |

Anmerkungen
1. 1 2 3 4 5  Nahm nur am Freitagstraining teil.

## Klassifikation

### Qualifying
| Pos. | Fahrer               | Konstrukteur     | Q1       | Q2       | Start |
| ---- | -------------------- | ---------------- | -------- | -------- | ----- |
| 1    | Michael Schumacher   | Ferrari          | 1:14,042 | 1:13,306 | 01    |
| 2    | Juan Pablo Montoya   | Williams-BMW     | 1:13,391 | 1:13,668 | 02    |
| 3    | Jenson Button        | BAR-Honda        | 1:13,535 | 1:13,674 | 13    |
| 4    | Kimi Räikkönen       | McLaren-Mercedes | 1:13,842 | 1:13,690 | 03    |
| 5    | David Coulthard      | McLaren-Mercedes | 1:13,640 | 1:13,821 | 04    |
| 6    | Fernando Alonso      | Renault          | 1:13,582 | 1:13,874 | 05    |
| 7    | Jarno Trulli         | Renault          | 1:13,737 | 1:14,134 | 06    |
| 8    | Rubens Barrichello   | Ferrari          | 1:14,111 | 1:14,278 | 07    |
| 9    | Takuma Satō          | BAR-Honda        | 1:14,465 | 1:14,287 | 08    |
| 10   | Olivier Panis        | Toyota           | 1:13,641 | 1:14,368 | Box   |
| 11   | Antonio Pizzonia     | Williams-BMW     | 1:13,422 | 1:14,556 | 10    |
| 12   | Mark Webber          | Jaguar-Cosworth  | 1:15,093 | 1:14,802 | 11    |
| 13   | Christian Klien      | Jaguar-Cosworth  | 1:15,090 | 1:15,011 | 12    |
| 14   | Giancarlo Fisichella | Sauber-Petronas  | 1:13,914 | 1:15,395 | 14    |
| 15   | Cristiano da Matta   | Toyota           | 1:15,119 | 1:15,454 | 15    |
| 16   | Felipe Massa         | Sauber-Petronas  | 1:13,899 | 1:15,616 | 16    |
| 17   | Giorgio Pantano      | Jordan-Ford      | 1:16,167 | 1:16,192 | 17    |
| 18   | Nick Heidfeld        | Jordan-Ford      | 1:16,538 | 1:16,310 | 18    |
| 19   | Gianmaria Bruni      | Minardi-Cosworth | 1:17,283 | 1:18,055 | 19    |
| 20   | Zsolt Baumgartner    | Minardi-Cosworth | 1:17,515 | 1:18,400 | 20    |

Anmerkungen
1. ↑  Button erhielt wegen eines Motorenwechsels eine Startplatzstrafe von zehn Plätzen.
2. ↑  Panis starte das Rennen aus der Boxengasse, da an seinem Wagen Teile ausgetauscht wurden, als er unter Parc-fermé-Bedingungen stand.

### Rennen
| Pos. | Fahrer               | Konstrukteur     | Runden | Stopps | Zeit        | Start | Schnellste Runde |
| ---- | -------------------- | ---------------- | ------ | ------ | ----------- | ----- | ---------------- |
| 1    | Michael Schumacher   | Ferrari          | 66     | 3      | 1:23:54,848 | 01    | 1:13,783 (05.)   |
| 2    | Jenson Button        | BAR-Honda        | 66     | 3      | + 8,388     | 13    | 1:14,117 (11.)   |
| 3    | Fernando Alonso      | Renault          | 66     | 3      | + 16,351    | 05    | 1:14,265 (08.)   |
| 4    | David Coulthard      | McLaren-Mercedes | 66     | 3      | + 19,231    | 04    | 1:14,558 (08.)   |
| 5    | Juan Pablo Montoya   | Williams-BMW     | 66     | 3      | + 23,055    | 02    | 1:14,446 (10.)   |
| 6    | Mark Webber          | Jaguar-Cosworth  | 66     | 3      | + 41,108    | 11    | 1:14,883 (65.)   |
| 7    | Antonio Pizzonia     | Williams-BMW     | 66     | 3      | + 41,956    | 10    | 1:14,586 (65.)   |
| 8    | Takuma Satō          | BAR-Honda        | 66     | 3      | + 46,842    | 08    | 1:14,585 (29.)   |
| 9    | Giancarlo Fisichella | Sauber-Petronas  | 66     | 2      | + 1:07,102  | 14    | 1:15,635 (39.)   |
| 10   | Christian Klien      | Jaguar-Cosworth  | 66     | 3      | + 1:08,578  | 12    | 1:15,045 (33.)   |
| 11   | Jarno Trulli         | Renault          | 66     | 3      | + 1:10,258  | 06    | 1:14,386 (09.)   |
| 12   | Rubens Barrichello   | Ferrari          | 66     | 3      | + 1:13,252  | 07    | 1:14,963 (59.)   |
| 13   | Felipe Massa         | Sauber-Petronas  | 65     | 2      | + 1 Runde   | 16    | 1:16,248 (61.)   |
| 14   | Olivier Panis        | Toyota           | 65     | 4      | + 1 Runde   | Box   | 1:14,247 (59.)   |
| 15   | Giorgio Pantano      | Jordan-Ford      | 63     | 4      | + 3 Runden  | 17    | 1:16,058 (63.)   |
| 16   | Zsolt Baumgartner    | Minardi-Cosworth | 62     | 3      | + 4 Runden  | 20    | 1:18,760 (18.)   |
| 17   | Gianmaria Bruni      | Minardi-Cosworth | 62     | 3      | + 4 Runden  | 19    | 1:18,372 (52.)   |
| –    | Nick Heidfeld        | Jordan-Ford      | 42     | 3      | DNF         | 18    | 1:16,903 (20.)   |
| –    | Cristiano da Matta   | Toyota           | 38     | 2      | DNF         | 15    | 1:15,145 (20.)   |
| –    | Kimi Räikkönen       | McLaren-Mercedes | 13     | 1      | DNF         | 03    | 1:13,780 (10.)   |

## WM-Stände nach dem Rennen
Die ersten acht jedes Rennens bekamen 10, 8, 6, 5, 4, 3, 2 bzw. 1 Punkt(e).

### Fahrerwertung
| Pos. | Fahrer               | Konstrukteur     | Punkte |
| ---- | -------------------- | ---------------- | ------ |
| 01   | Michael Schumacher   | Ferrari          | 110    |
| 02   | Rubens Barrichello   | Ferrari          | 74     |
| 03   | Jenson Button        | BAR-Honda        | 61     |
| 04   | Jarno Trulli         | Renault          | 46     |
| 05   | Fernando Alonso      | Renault          | 39     |
| 06   | Juan Pablo Montoya   | Williams-BMW     | 33     |
| 07   | David Coulthard      | McLaren-Mercedes | 19     |
| 08   | Kimi Räikkönen       | McLaren-Mercedes | 18     |
| 09   | Takuma Satō          | BAR-Honda        | 15     |
| 10   | Giancarlo Fisichella | Sauber-Petronas  | 13     |
| 11   | Ralf Schumacher      | Williams-BMW     | 12     |
| 12   | Mark Webber          | Jaguar-Cosworth  | 7      |

| Pos. | Fahrer             | Konstrukteur     | Punkte |
| ---- | ------------------ | ---------------- | ------ |
| 13   | Felipe Massa       | Sauber-Petronas  | 5      |
| 14   | Olivier Panis      | Toyota           | 5      |
| 15   | Cristiano da Matta | Toyota           | 3      |
| 16   | Nick Heidfeld      | Jordan-Ford      | 3      |
| 17   | Timo Glock         | Jordan-Ford      | 2      |
| 18   | Antonio Pizzonia   | Williams-BMW     | 2      |
| 19   | Zsolt Baumgartner  | Minardi-Cosworth | 1      |
| 20   | Christian Klien    | Jaguar-Cosworth  | 0      |
| 21   | Marc Gené          | Williams-BMW     | 0      |
| 22   | Giorgio Pantano    | Jordan-Ford      | 0      |
| 23   | Gianmaria Bruni    | Minardi-Cosworth | 0      |

### Konstrukteurswertung
| Pos. | Konstrukteur     | Punkte |
| ---- | ---------------- | ------ |
| 01   | Ferrari          | 184    |
| 02   | Renault          | 85     |
| 03   | BAR-Honda        | 76     |
| 04   | Williams-BMW     | 47     |
| 05   | McLaren-Mercedes | 37     |

| Pos. | Konstrukteur     | Punkte |
| ---- | ---------------- | ------ |
| 06   | Sauber-Petronas  | 18     |
| 07   | Toyota           | 8      |
| 08   | Jaguar-Cosworth  | 7      |
| 09   | Jordan-Ford      | 5      |
| 10   | Minardi-Cosworth | 1      |